# Bogusław XIV de Poméranie
Pour les articles homonymes, voir Bogusław.
Bogusław XIV de Poméranie ou Bogislav XIV (latin : Bogislaus XIV ; polonais : Bogusław XIV ; allemand : Bogislaw XIV.) (31 mars 1580 – 10 mars 1637) fut le dernier duc de Poméranie. Il porte les titres de duc de Stettin (polonais : Szczecin), Cassubiorum et Vandalorum ; Prince de Rügen ; et Prince-évêque Luthérien de Cammin (polonais : Kamień).

## Origine et héritages
Bogusław nait à  Barth il est le 3e fils de duc Bogusław XIII de Poméranie et de sa première épouse  Claire de Brunswick-Lüneburg. À la mort de son père en 1606, il devient conjointement avec son frère cadet
Georges II duc de Rügenwalde (polonais : Darłowo) pendant que son frère ainé Philippe II devient duc de Stettin. En 1617, son frère Georges II meurt et Bogusław XIV reste seul souverain de ses possessions. En 1620, ses domaines sont incorporées dans le duché de Stettin lorsqu'il hérite de ce dernier après la mort du puiné de la fratrie François, successeur de Philippe II († 1618). Après la mort en 1622 de son dernier frère Ulrich, il devient également Prince-Evêque Luthérien de Cammin. Enfin, au début de 1625, il devient le souverain de toute la Poméranie occidentale après la mort de son cousin-germain le dernier duc de Wolgast, Philippe-Julius.
Le 19 février 1625 il épouse Élisabeth de Schleswig-Holstein-Sonderbourg (1580 - 1653), fille du duc Jean de Schleswig-Holstein-Sonderbourg et de sa première épouse Élisabeth de Brunswick-Grubenhagen ; leur union restera stérile.

## La Guerre de Trente ans

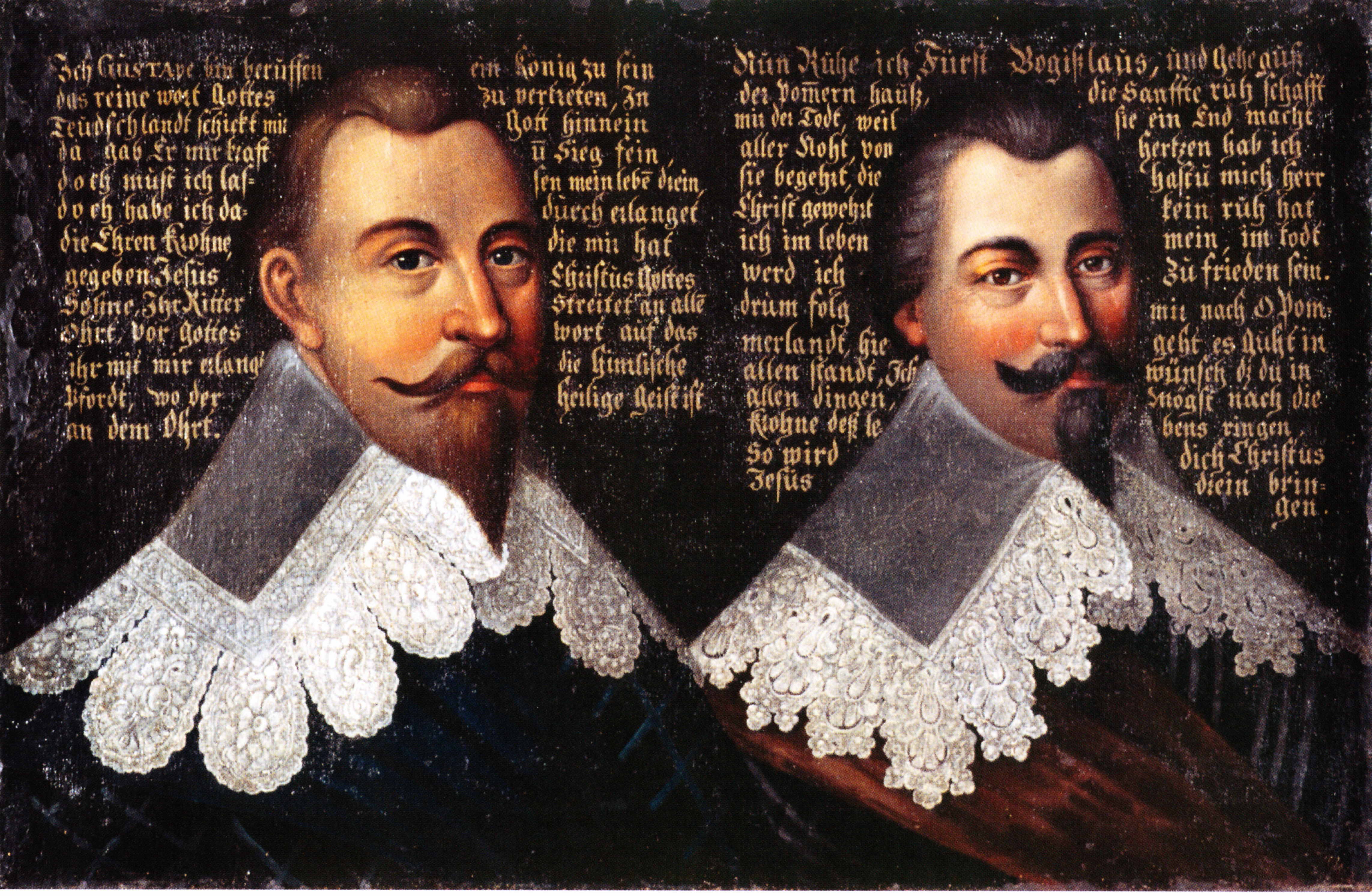
Gustave Adolphe et Bogusław XIV

Malgré ses tentatives pour se tenir à l'écart de la Guerre de Trente Ans, Bogusław XIV, bien que Luthérien, est contraint d'accepter par la « Capitulation de Franzburg » du 10 novembre 1627 que les troupes impériales commandées par Albrecht von Wallenstein utilisent ses possessions comme base arrière pour leur opération contre le l'Holstein, le Brandebourg, et le Mecklembourg. L'année suivante, en 1628, il doit signer également un accord avec le roi de Suède Gustave-Adolphe.  De ce fait, ses états se trouvent directement impliqués dans la guerre, avec toutes ses conséquences désastreuses ; le 26 juin 1630, Gustave-Adolphe débarque dans le duché de Poméranie avec ses armées pour appuyer les puissances protestantes d'Allemagne du nord.
Bogusław XIV se trouve contraint de s'allier avec les Suédois. L'accord qui confirme l'alliance est signé le 25 août à Szczecin, il est présenté comme un « pacte de défense »  mais avec un effet rétroactif au 10 juillet précédent — c'est-à-dire au débarquement de l'armée suédoise. Il est conclu par le duc, en son nom et en celui de la noblesse du duché, pour qu'il puisse garder l'administration civile et religieuse de ses États, mais tous les aspects de la politique militaire sont entre les mains des Suédois ; ainsi que la politique étrangère, qui s'aligne sur celle du royaume de Suède. Bogusław prend le soin d'informer l'empereur que cette alliance a pour seul but de protéger la Poméranie du conflit européen et n'est par dirigée contre l'Empire. L'Empereur ne tient pas compte de cette protestation et ordonne  l'occupation du pays par les troupes impériales qui pèse immédiatement sur la population. Une série d'offensives des troupes impériales. Les Suédois provoquent des dévastations, les villages sont incendiés et la population soumise au harcèlement de la soldatesque. Ce comportement tend à pousser encore plus les habitants de la Poméranie dans les bras des Suédois.  Dès 1631 les troupes suédoises rejettent les armées impériales de 
Poméranie[pas clair] et la dernière forteresse entre les mains de ces dernières, Greifswald, est assiégée et doit se rendre le 12 juin 1631 après la mort au combat de son commandant.

## Succession

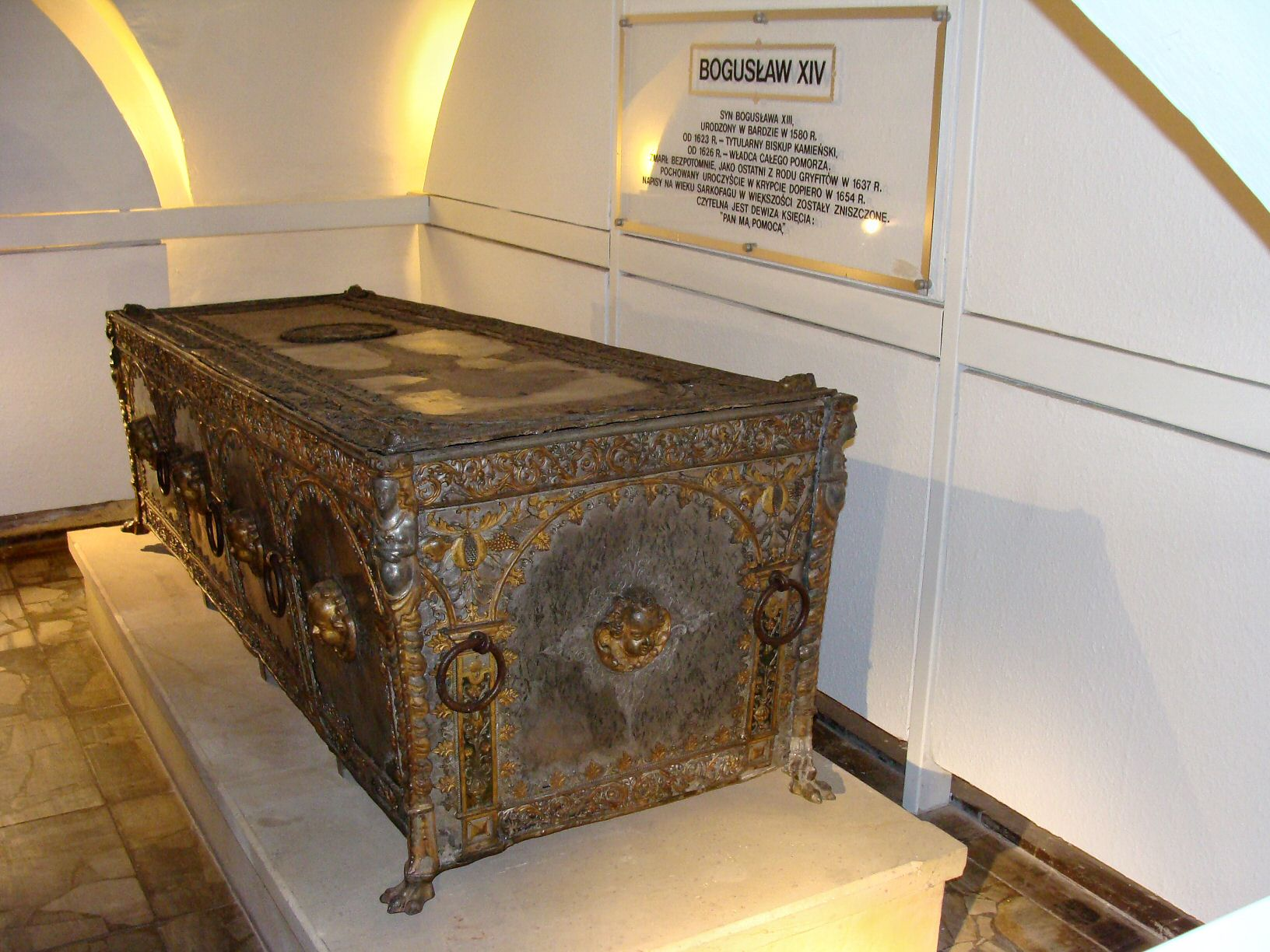
Sarcophage de Bogusław XIV au château de Stettin

Après la mort de Gustave-Adolphe le 6 novembre 1632, Bogusław XIV et la Poméranie se trouve dans une situation dramatique. Le duc sans héritier direct doit arbitrer les conflits entre son conseil de gouvernement et ses parents pendant que le pays est occupé par les Suédois et ravagé par les belligérants — car il sert de champs clos à leurs affrontement avec l'armée impériale. La souveraineté de Bogusław XIV est de plus réduite par la présence 
de gouverneurs suédois — le premier nommé est Clas, comte Horn (1631-1632), à qui succède Sten Svantesson, baron  Bjelke (1633-1638). Bogusław XIV  meurt désespéré à Stettin le 10 mars 1637. La situation de la Poméranie est telle que les obsèques de son dernier duc seront reportées de près d'une vingtaine d'années.
Le succession de Bogusław XIV  est principalement revendiquée par l'électeur de Brandebourg Georges-Guillaume Ier, qui se réfère à divers pactes de succession conclus entre leurs deux familles — notamment celui de 1464 ; et Axel Oxenstierna, tuteur de l'héritière de Gustave-Adolphe, dont les troupes occupent une grande partie du duché. Les dernières volontés de Bogusław XIV semble indiquer qu'en cas d'absence de possibilité d'un successeur issu de la maison de Poméranie, ses possessions devaient revenir au royaume de Suède, et non au Brandebourg. Les deux puissances s'attachent à mettre à profit leur supériorité militaire pour écarter les velléités de Ernest Bogislaw de Croÿ, neveu par sa mère Anne du défunt duc et son successeur comme évêque de Cammin de 1637 à 1650. C'est finalement lors des négociations de la Paix de Westphalie, qui termine la guerre en 1648, que le sort de la Poméranie est réglée son territoire est partagé entre la Suède, qui reçoit la Poméranie suédoise, et le Brandebourg, qui annexe le reste, ce qui marque la fin du duché de Poméranie comme entité politique autonome.
Le 25 mai 1654, sept années après que le duché de Poméranie ait perdu de jure son indépendance et seulement après le décès d'Elisabeth de Schleswig-Holstein-Sonderburg, les restes du duc Bogusław XIV sont inhumés dans l'église luthérienne Saint-Otten du château de Stettin.